# Ex-feleség (film, 1930)
A Ex-feleség (eredeti címe The Divorcee) egy 1930-as amerikai filmdráma Robert Z. Leonard rendezésében, Ursula Parrott 1929-ben megjelent Ex-Wife című regénye alapaján, mely magyarul 1932-ben Ex-feleség címen jelent meg.
A produkciót négy Oscar-díjra jelölték, melyből Norma Shearer nyert legjobb női főszereplő kategóriában.
Chester Morris egy férjet játszik, aki megcsalja a feleségét, akit Norma Shearer alakít egy másik nővel, és azt mondja a neki, hogy ez nem jelent semmit. Amikor később a felesége elmondja, hogy neki is viszonya van a férje legjobb barátjával (Robert Montgomery), akkor a férfi rádöbben, hogy mégis jelent valamit.
Shearer eredetileg nem érdeklődött az Ex-feleség főszerepe iránt, mert meg volt róla győződve, hogy nincs hozzá elegendő szexepilje. Miután George Hurrell fényképész csinált róla egy speciális fotósorozatot, a férje a befolyásos producer Irving G. Thalberg az eredményt látva úgy döntött, hogy a feleségének adja a főszerepet. Az eredetileg kiszemelt Joan Crawford állítólag soha nem bocsátott meg Shearernek, amiért elbitorolta a szerepét.

## Szereposztás
| Szerep          | Színész           |
| --------------- | ----------------- |
| Jerry Martin    | Norma Shearer     |
| Ted Martin      | Chester Morris    |
| Don             | Robert Montgomery |
| Paul            | Conrad Nagel      |
| Helen Baldwin   | Florence Eldridge |
| Bill Baldwin    | Robert Elliott    |
| Mary            | Helene Millard    |
| Janice Meredith | Mary Doran        |
| Hank            | Tyler Brooke      |
| Hannah          | Zelda Sears       |
| Dr. Bernard     | George Irving     |
| Dorothy         | Judith Wood       |

## Oscar-díj
- Oscar-díj (1939)
  - díj: legjobb női főszereplő – Norma Shearer
  - jelölés: legjobb film – Metro-Goldwyn-Mayers
  - jelölés: legjobb rendező – Robert Z. Leonard
  - jelölés: legjobb forgatókönyv – John Meehan

## Fordítás
- Ez a szócikk részben vagy egészben  a   The_Divorcee című angol Wikipédia-szócikk fordításán alapul.  Az eredeti cikk szerkesztőit annak laptörténete sorolja fel. Ez a jelzés csupán a megfogalmazás eredetét és a szerzői jogokat jelzi, nem szolgál a cikkben szereplő információk forrásmegjelöléseként.